# Beania cribrimorpha
Beania cribrimorpha är en mossdjursart som beskrevs av Gordon 1984. Beania cribrimorpha ingår i släktet Beania och familjen Beaniidae. Inga underarter finns listade i Catalogue of Life.